# Gustavo Huet
Gustavo Huet (n. 22 noiembrie 1912, Ciudad de México, Mexic – d. 20 noiembrie 1951, Puebla, Mexic) a fost un trăgător de tir ce a reprezentat Mexic, medaliat olimpic. A participat la o ediție a Jocurilor Olimpice (1932) în care a câștigat o medalie de argint.